# Mašoviće
Mašoviće (Servisch cyrillisch Машовиће) is een plaats in de Servische gemeente Sjenica. De plaats telt 119 inwoners (2002).